# Au Planteur
Ne doit pas être confondu avec Au planteur de Caïffa.
Pour les articles homonymes, voir Planteur.
Au planteur est un ancien marchand de café, thé et chocolat situé à Paris, en France. Son enseigne en céramique, représentant un esclave servant son maître, est inscrite aux monuments historiques depuis 1984 mais sa présence dans l'espace public est controversée en raison de son esthétique raciste et colonialiste.

## Localisation
L'ancien magasin est situé au 10-12, rue des Petits-Carreaux, dans le 2e arrondissement de Paris.

## Description de l'enseigne

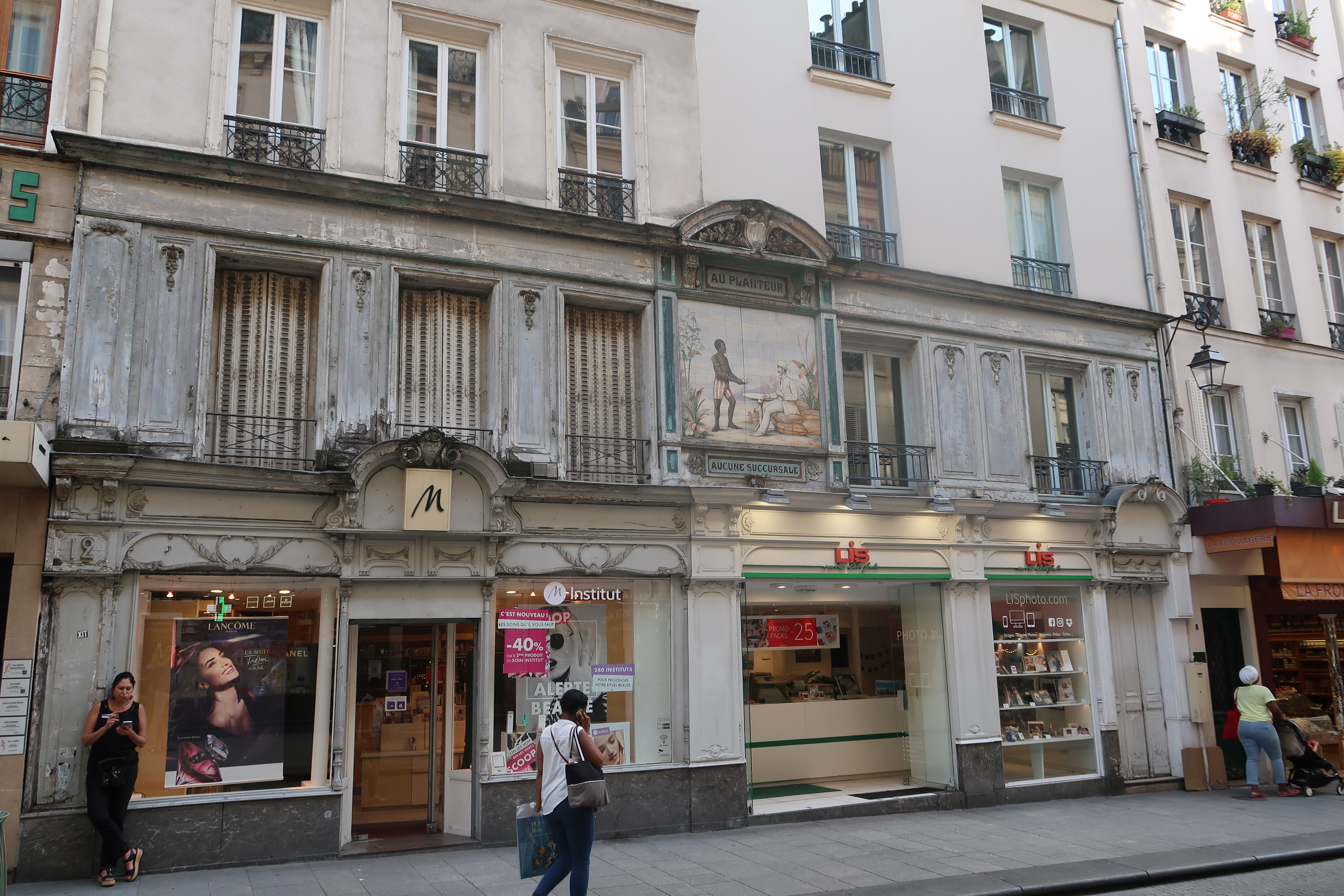
Vue d'ensemble de l'immeuble.

Il ne subsiste plus que quelques éléments de la devanture de l'ancien magasin.
Entre les deux fenêtres du premier étage est installé un panneau en carreaux de céramique peints qui représente, dans un décor tropical, un homme noir, esclave, servant une tasse de café à un homme blanc, probablement le planteur (propriétaire de la plantation).
L'esclave n'est vêtu que d'une culotte rayée blanc et rouge, il est pieds nus, et porte des bracelets aux bras et aux avant-bras, ainsi qu'un collier et une boucle d'oreille. Le planteur est habillé dans un élégant style colonial, complet et chapeau blancs, et tient une pipe à la main.
Ce contraste de tenue souligne le rapport de domination entre les deux hommes, comme le fait aussi la différence de posture : l'esclave se tient debout tandis que le colon est assis sur des sacs de marchandises, accoudé sur une table.
Le panneau est signé Crommer en bas à droite.
Au-dessus du panneau est affiché le nom de l'établissement : « Au planteur ». En dessous, un autre panneau précise : « aucune succursale ».
Mis à part ce panneau central, les deux premiers niveaux de l'immeuble sont coffrés de bois dans un style néo-classique.

## Historique de la boutique
Le magasin, ouvert en 1845 par Charles Prévost et Frères,, est une épicerie proposant des produits exotiques, dont du café, ainsi que du chocolat et du thé. L'enseigne actuelle est installée en 1890. Le magasin ferme au début des années 1980, après quoi le rez-de-chaussée de l'immeuble est occupé par deux boutiques sans rapport (en 2019 : une boutique de cosmétiques Marionnaud et un studio de tirage photographique).
La devanture est inscrite aux monuments historiques par arrêté du 23 mai 1984.
En 2019, elle fait partie de l'exposition photographique Les statues meurent aussi de Falk Messerschmidt (d), Jan Mammey (d), et Fabian Reimann (d), au palais de la Porte-Dorée, qui documente des lieux de Paris témoignant de l'époque coloniale mais tombés dans l'indifférence.
En 2020, de la peinture noire est projetée sur l'enseigne.